# Seznam občin italijanske dežele Ligurija
V seznamu so naštete občine v italijanski deželi Ligurija v izvirni obliki

## Pokrajina Genova
A
Arenzano • Avegno
B
Bargagli • Bogliasco • Borzonasca • Busalla
C
Camogli • Campo Ligure • Campomorone • Carasco • Casarza Ligure • Casella • Castiglione Chiavarese • Ceranesi • Chiavari • Cicagna • Cogoleto • Cogorno • Coreglia Ligure • Crocefieschi
D
Davagna
F
Fascia • Favale di Malvaro • Fontanigorda
G
Genova • Gorreto
I
Isola del Cantone
L
Lavagna • Leivi • Lorsica • Lumarzo
M
Masone • Mele • Mezzanego • Mignanego • Moconesi • Moneglia • Montebruno • Montoggio
N
Ne • Neirone
O
Orero
P
Pieve Ligure • Portofino • Propata
R
Rapallo • Recco • Rezzoaglio • Ronco Scrivia • Rondanina • Rossiglione • Rovegno
S
San Colombano Certenoli • Sant'Olcese • Santa Margherita Ligure • Santo Stefano d'Aveto • Savignone • Serra Riccò • Sestri Levante • Sori
T
Tiglieto • Torriglia • Tribogna
U
Uscio
V
Valbrevenna • Vobbia
Z
Zoagli

## Pokrajina Imperia
A
Airole • Apricale • Aquila di Arroscia • Armo • Aurigo
B
Badalucco • Bajardo • Bordighera • Borghetto d'Arroscia • Borgomaro
C
Camporosso • Caravonica • Carpasio • Castellaro • Castelvittorio • Ceriana • Cervo • Cesio • Chiusanico • Chiusavecchia • Cipressa • Civezza • Cosio di Arroscia • Costarainera
D
Diano Arentino • Diano Castello • Diano Marina • Diano San Pietro • Dolceacqua • Dolcedo
I
Imperia • Isolabona
L
Lucinasco
M
Mendatica • Molini di Triora • Montalto Ligure • Montegrosso Pian Latte
O
Olivetta San Michele • Ospedaletti
P
Perinaldo • Pietrabruna • Pieve di Teco • Pigna • Pompeiana • Pontedassio • Pornassio • Prelà
R
Ranzo • Rezzo • Riva Ligure • Rocchetta Nervina
S
San Bartolomeo al Mare • San Biagio della Cima • San Lorenzo al Mare • Sanremo • Santo Stefano al Mare • Seborga • Soldano
T
Taggia • Terzorio • Triora
V
Vallebona • Vallecrosia • Vasia • Ventimiglia • Vessalico • Villa Faraldi

## Pokrajina La Spezia
A
Ameglia • Arcola
B
Beverino • Bolano • Bonassola • Borghetto di Vara • Brugnato
C
Calice al Cornoviglio • Carro • Carrodano • Castelnuovo Magra
D
Deiva Marina
F
Follo • Framura
L
La Spezia • Lerici • Levanto
M
Maissana • Monterosso al Mare
O
Ortonovo
P
Pignone • Porto Venere
R
Riccò del Golfo di Spezia • Riomaggiore • Rocchetta di Vara
S
Santo Stefano di Magra • Sarzana • Sesta Godano
V
Varese Ligure • Vernazza • Vezzano Ligure
Z
Zignago

## Pokrajina Savona
A
Alassio • Albenga • Albisola Superiore • Albissola Marina • Altare • Andora • Arnasco
B
Balestrino • Bardineto • Bergeggi • Boissano • Borghetto Santo Spirito • Borgio Verezzi • Bormida
C
Cairo Montenotte • Calice Ligure • Calizzano • Carcare • Casanova Lerrone • Castelbianco • Castelvecchio di Rocca Barbena • Celle Ligure • Cengio • Ceriale • Cisano sul Neva • Cosseria
D
Dego
E
Erli
F
Finale Ligure
G
Garlenda • Giustenice • Giusvalla
L
Laigueglia • Loano
M
Magliolo • Mallare • Massimino • Millesimo • Mioglia • Murialdo
N
Nasino • Noli
O
Onzo • Orco Feglino • Ortovero • Osiglia
P
Pallare • Piana Crixia • Pietra Ligure • Plodio • Pontinvrea
Q
Quiliano
R
Rialto • Roccavignale
S
Sassello • Savona • Spotorno • Stella • Stellanello
T
Testico • Toirano • Tovo San Giacomo
U
Urbe
V
Vado Ligure • Varazze • Vendone • Vezzi Portio • Villanova d'Albenga
Z
Zuccarello